# Eutettix botelensis
Eutettix botelensis är en insektsart som beskrevs av Matsumura 1940. Eutettix botelensis ingår i släktet Eutettix och familjen dvärgstritar. Inga underarter finns listade i Catalogue of Life.